# کورتالا
کورتالا (به لاتین: Kortala) یک منطقه مسکونی در جمهوری آذربایجان است که در شهرستان بالاکن واقع شده‌است. کورتالا ۲۹۹۶ نفر جمعیت دارد.